# Sotoserrano
Sotoserrano – gmina w Hiszpanii, w prowincji Salamanka, w Kastylii i León, o powierzchni 57,69 km². W 2011 roku gmina liczyła 652 mieszkańców.